# Cultellinae
De Cultellinae vormen een onderfamilie van tweekleppigen (klasse Bivalvia) uit de familie van de Pharidae.

## Geslachten
- Afrophaxas Cosel, 1993
- Cultellus Schumacher, 1817
- Ensiculus H. Adams, 1861
- Ensis Schumacher, 1817
- Phaxas Leach, 1852
- Sinucultellus Cosel, 1993